# Сиопис, Манолис
Эммануил Сиопис (греч. Μανώλης Σιώπης; 14 мая 1994, Александруполис, Греция) — греческий футболист, опорный полузащитник клуба «Панатинаикос» и сборной Греции.

## Клубная карьера
Сиопис — воспитанник клуба «Олимпиакос». Летом 2013 года Манолис перешёл на правах аренды в «Платаньяс». 17 августа в матче против «Верии» он дебютировал в греческой Суперлиге. Летом 2014 года Манолис на правах свободного агента перешёл в «Паниониос». 25 августа в матче против «Эрготелиса» он дебютировал за новую команду. Летом 2017 года Сиопис вернулся в «Олимпиакос». 25 июля в поединке квалификации Лиги чемпионов против белградского «Партизана» он дебютировал за основной состав. В то же трансферное окно Манолис на правах аренды вернулся в «Паниониос».